# 濰坊空港
濰坊空港（いほうくうこう）は、中華人民共和国山東省濰坊市奎文区にある軍民共用飛行場である。

## 就航路線
- 国際線は、旅客便・貨物便ともに運航していない。
- 2015年8月~2016年9月期間限定で大阪、ソウル、バンコク向けのチャーター便に一時運航していた。

### 旅客便
| 航空会社          | 就航地 |
| ----------------- | --- |
| 海南航空 (HU)     | 広州白雲国際空港（広州）、瀋陽桃仙国際空港（瀋陽）、大連周水子国際空港（大連）、深圳宝安国際空港（深圳）                         |
| 北部湾航空 (GX)   | 三亜鳳凰国際空港（三亜）、南寧呉圩国際空港（南寧）、長沙黄花国際空港（長沙）、桂林両江国際空港（桂林）、海口美蘭国際空港（海口） |
| 長安航空 (9H)     | 長春龍嘉国際空港（長春）、西安咸陽国際空港（西安）                                                                               |
| 華夏航空 (G5)     | 重慶江北国際空港（重慶） |
| 福州航空 (FU)     | 厦門翔安国際空港（厦門）、ハルビン太平国際空港（ハルビン）、銀川河東国際空港（銀川）、福州長楽国際空港（福州）                   |
| 金鵬航空 (Y8)     | 上海浦東国際空港（上海） |
| 中国南方航空 (CZ) | 武漢天河国際空港（武漢） |
| 瑞麗航空 (DR)     | 昆明長水国際空港（昆明） |

### 貨物便
| 航空会社          | 就航地                                                                                                   |
| ----------------- | --- |
| 中国郵政航空 (8Y) | 上海虹橋国際空港（上海）、瀋陽桃仙国際空港（瀋陽）、南京禄口国際空港（南京）、大連周水子国際空港（大連） |
| 金鵬航空 (Y8)     | 北京首都国際空港（北京）、杭州蕭山国際空港（杭州）                                                       |
| 順豊航空 (O3)     | 深圳宝安国際空港（深圳）、杭州蕭山国際空港（杭州）、ハルビン太平国際空港（ハルビン）                     |

## 人民解放軍濰坊空軍基地
当空港は、軍民共用飛行場であり、人民解放軍空軍が濰坊空軍基地として運用している。本基地では、済南軍区空軍司令部隷下の1個師団が駐留している。1個師団は3個航空連隊から成る。通常、航空連隊は3個飛行隊に、飛行隊は3個小隊という編成になっている。1個小隊は通常は定数4-5機なので、1個航空連隊の総数は36-45機となり、1個師団は108-135機となる。この師団は攻撃機部隊である。第14航空連隊は、Q-5からJH-7Aに機種転換が行われた。
済南軍区空軍司令部隷下
- 第5強撃機師団
  - 第13航空連隊(Q-5装備)
  - 第14航空連隊(JH-7A装備)
  - 第15航空連隊(Q-5装備)